# Marduk-nadin-ahi
Marduk-nadin-ahi (akad. Marduk-nādin-ahi, tłum. „bóg Marduk jest tym, który dał brata”) − babiloński książę, syn Nabuchodonozora II (604-562 p.n.e.). Wymieniony jako syn królewski (akad. mār šarri) w datowanym na 41 rok panowania Nabuchodonozora II dokumencie potwierdzającym sprzedaż daktyli jego słudze o imieniu Sin-mar-szarri-usur (akad. Sîn-mār-šarri-ușur, tłum. „boże Sinie syna królewskiego strzeż”).